# Ad van den Berg
Adriaan Pieter (Ad) van den Berg (Rotterdam, 18 de marzo de 1944 - febrero de 2023) fue un político y activista pedófilo holandés. Fue presidente de la asociación Martijn entre 2006 y 2011. En 2006 fue uno de los fundadores del Partido de la Caridad, de la Libertad y de la Diversidad (PNVD).

## Vida pública
Hizo su primera aparición pública como representante del PNVD el 31 de mayo de 2006, ante las cámaras del programa de actualidad NOVA, en la televisión holandesa. Van den Berg explicó los objetivos políticos de su partido, que incluían medidas como la reducción progresiva de la edad de consentimiento y la legalización de la posesión de pornografía infantil. Se reconoció como un pedófilo y afirmó que en los Países Bajos la pedofilia es "tabú" y que permanece "ignorada".

## Actividad criminal
En marzo de 2011 fue arrestado tras ser acusado de posesión de pornografía infantil. El 29 de marzo inició una huelga de hambre y rechazó su tratamiento con insulina en protesta por la discriminación contra los pedófilos, según anunció la asociación Martijn el 4 de abril a través de un comunicado de prensa. El 4 de octubre fue condenado a cuatro años de prisión, de los cuales fueron ocho meses en prórroga y cinco años en libertad vigilada.